# (473022) 2015 HS59
(473022) 2015 HS59 es un asteroide perteneciente al cinturón de asteroides, descubierto el 15 de diciembre de 2007 por el equipo del Spacewatch desde el Observatorio Nacional de Kitt Peak, Arizona, Estados Unidos.

## Designación y nombre
Designado provisionalmente como 2015 HS59.

## Características orbitales
2015 HS59 está situado a una distancia media del Sol de 3,048 ua, pudiendo alejarse hasta 3,158 ua y acercarse hasta 2,939 ua. Su excentricidad es 0,035 y la inclinación orbital 8,188 grados. Emplea 1944 días en completar una órbita alrededor del Sol.

## Características físicas
La magnitud absoluta de 2015 HS59 es 15,8.